# 淺灣小鯷
淺灣小鯷（学名：Anchoa mitchilli）為輻鰭魚綱鲱形目鳀科的其中一種，分布於西大西洋區，包括美國佛羅里達州、墨西哥灣、加勒比海等海域，棲息深度1-36公尺，本魚體修長，吻長度約1/2眼徑，上頷骨相當長，體側具一條寬的銀色條紋，臀鰭軟條23-31條，體長可達10公分，喜群游，棲息在潮間帶泥底質海域，以浮游生物為食，可作為食用魚或餌魚。

## 擴展閱讀
維基物種上的相關：淺灣小鯷